# Асада, Май
Май Асада (яп. 浅田 舞 Асада Май, р. 17 июля 1988 г.) — японская фигуристка, выступавшая в одиночном катании. Привлекла внимание в 2002—2005 годах, успешно выступая на юниорских соревнованиях в Японии и на чемпионатах мира среди юниоров. Однако не завоёвывала медалей на престижных международных соревнованиях, и впоследствии намного большую известность получила её младшая сестра Мао Асада — трёхкратная чемпионка мира и призёр Олимпиады-2010.
По данным на апрель 2010 года, занимает 139 место в рейтинге Международного союза конькобежцев (ИСУ).

## Личная жизнь
Май Асада родилась в японском городе Нагоя. Она была названа в честь знаменитой русской балерины Майи Плисецкой. Её мать — бывшая гимнастка. Отец — бизнесмен, занимается недвижимостью. Её младшая сестра Мао — трёхкратная чемпионка мира по фигурному катанию.

## Карьера
Кёко Асада — мама Май и Мао — увлекалась в молодости балетом, поэтому её дочери занимались им раннего детства. Для того, чтобы укрепить голеностопы, балетные педагоги порекомендовали сёстрам заняться фигурным катанием. До определённого возраста занятия удавалось совмещать, но постепенно балет отошёл на второй план. В свои программы она зачастую включает традиционные танцевальные движения, катается под классическую музыку.

## Результаты
| Соревнование                    | 2002—2003 | 2003—2004 | 2004—2005 | 2005—2006 | 2006—2007 | 2007—2008 | 2008—2009 |
| ------------------------------- | --------- | --------- | --------- | --------- | --------- | --------- | --------- |
| Чемпионаты четырёх континентов  |           |           |           | 6         |           |           |           |
| Чемпионаты мира среди юниоров   | 4         | 4         |           |           |           |           |           |
| Чемпионаты Японии               | 8         | 6         | 8         | 8         | 8         | 12        | 15        |
| Чемпионаты Японии среди юниоров | 2         | 2         | 2         | 7         |           |           |           |
| Этапы Гран-при: Skate America   |           |           |           |           | 6         | 8         |           |
| Этапы Гран-при: Cup of China    |           |           |           |           | 6         |           |           |
| Финалы Гран-при среди юниоров   |           | 4         |           | 5         |           |           |           |

- WD = Снялась с соревнований.